# Естомичи
Естомичи — деревня в Дзержинском сельском поселении Лужского района Ленинградской области.

## История
Впервые упоминается в писцовых книгах Шелонской пятины 1581 года, как сельцо Нестомичи, в Петровском погосте Новгородского уезда.
Усадище Естомичи в Петровском погосте по переписи 1710 года числилось за Иваном Ивановичем Волиным, помещиком 63 лет.
В конце XVIII века в топографической анкете отмечалось, что жители деревни говорят «на языке близком к чухонскому».
На карте Санкт-Петербургской губернии Ф. Ф. Шуберта 1834 года обозначена деревня Естомицы и при ней усадьба помещика Бороздина.

ЭСТОМИЧИ — деревня принадлежит наследникам действительного статского советника Брозина, число жителей по ревизии: 82 м. п., 80 ж. п. (1838 год)

Как деревня Естомицы она отмечена на карте профессора С. С. Куторги 1852 года.

ЭСТОМИЦЫ — деревня барона Зальца, по просёлочной дороге, число дворов — 20, число душ — 91 м. п. (1856 год)

ЕСТОМИЦЫ — деревня, число жителей по X-ой ревизии 1857 года: 90 м. п., 90 ж. п. (из них дворовых людей — 17 м. п., 13 ж. п.)

ЕСТОМИЧИ (ЕСТОМИЦЫ) — деревня и мыза владельческие при реке Луге, число дворов — 21, число жителей: 90 м. п., 90 ж. п.; Часовня православная. (1862 год)

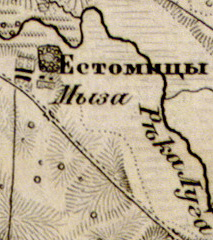
Деревня Естомичи на карте 1863 года

Согласно карте из «Исторического атласа Санкт-Петербургской Губернии» 1863 года деревня называлась Естомицы, в деревне располагалась мыза.
Согласно подворной описи 1882 года:

ЕСТОМИЦЫ — деревня Ропотского общества Кологородской волости
  
домов — 49, душевых наделов — 74, семей — 42, число жителей — 111 м. п., 103 ж. п.; разряд крестьян — собственники

Сборник Центрального статистического комитета описывал её так:

ЕСТОМИЧИ — деревня бывшая владельческая, дворов — 32, жителей — 188; волостное правление. (1885 год)

Согласно материалам по статистике народного хозяйства Лужского уезда 1891 года, имение при селении Естомичи площадью 2673 десятины принадлежало генерал-майору А. А. Пешкову, оно было приобретено частями в 1874 и 1886 годах, в имении был горшечный и кирпичный заводы, фруктовый и ягодный сады и оранжерея.
В XIX веке деревня административно относилась к Кологородской волости 2-го земского участка 1-го стана Лужского уезда Санкт-Петербургской губернии, начале XX века — 2-го стана.
По данным «Памятной книжки Санкт-Петербургской губернии» за 1905 год 3343 десятины земли в деревне Естомичи принадлежали генерал-майору Александру Алексеевичу Пешкову. В деревне находилось волостное правление.
В 1910 году на Лужской сельскохозяйственно-промышленной выставке, имение Естомичи было представлено в разделах птицеводство, хлебные растения и корнеплоды.
С 1917 по 1927 год деревня находилась в составе Естомического сельсовета Кологородской волости Лужского уезда.

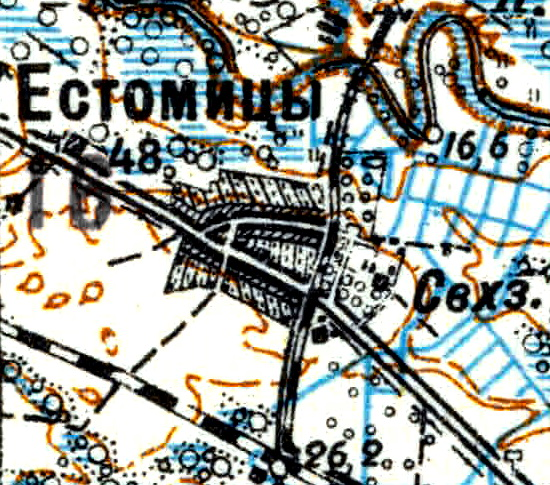
Деревня Естомичи на карте 1926 года

Согласно топографической карте 1926 года деревня называлась Естомицы и насчитывала 48 дворов. В деревне был организован совхоз.
С февраля 1927 года, в составе Лужской волости. С августа 1927 года, в составе Лужского района.
По данным 1933 года деревня Естомичи входила в состав Естомического сельсовета, административным центром сельсовета была деревня Рапти.
C 1 августа 1941 года по 31 января 1944 года деревня находилась в оккупации.
В 1958 году население деревни составляло 172 человека.
По данным 1966 года деревня Естомичи также входила в состав Естомического сельсовета.
По данным 1973 и 1990 года деревня Естомичи входила в состав Дзержинского сельсовета.
В 1997 году в деревне Естомичи Дзержинской волости проживали 58 человек, в 2002 году — 51 человек (русские — 96 %).
В 2007 году в деревне Естомичи Дзержинского СП проживали 66 человек.

## География
Деревня расположена в юго-восточной части района на автодороге 41К-142 (Луга — Медведь).
Расстояние до административного центра поселения — 4 км.
К югу от деревни проходит железнодорожная линия Луга I — Новгород-на-Волхове. Расстояние до ближайшей железнодорожной станции Луга — 8 км.
Деревня находится на левом берегу реки Луга.

## Демография
| 1838 | 1862 | 1885 | 1958 | 1997 | 2007 | 2010 |
| ---- | ---- | ---- | ---- | ---- | ---- | ---- |
| 162  | ↗180 | ↗188 | ↘172 | ↘58  | ↗66  | ↗86  |
| 2017 |      |      |      |      |      |      |
| ↘81  |      |      |      |      |      |      |

## Улицы
9 км, Естомическая, Центральная

## Садоводства
Радуга.